# Mohammed Fellah
Mohammed Fellah (Oslo, 24 mei 1989) is een Noors voormalig voetballer die doorgaans speelde als middenvelder. Tussen 2006 en 2020 was hij actief voor Vålerenga, Esbjerg fB, FC Nordsjælland, Odense BK, Sandefjord en opnieuw Vålerenga. Fellah maakte in 2013 zijn debuut in het Noors voetbalelftal en kwam uiteindelijk tot twee interlandoptredens.

## Clubcarrière
De ouders van Fellah komen uit het Marokkaanse Al Hoceima, maar de middenvelder werd zelf geboren in Oslo in Noorwegen. Hij groeide daar dan ook op en hij speelde vanaf 2004 twee jaar in de jeugd van Vålerenga. Vanaf 2006 speelde hij in het eerste elftal van de Noorse club. De middenvelder speelde zeven jaar lang in het eerste team van Vålerenga. In de zomer van 2013 verkaste Fellah naar Esbjerg fB, waar hij een contract ondertekende tot medio 2016. Drie jaar later werd FC Nordsjælland zijn nieuwe werkgever. Bij zijn nieuwe club tekende Fellah een verbintenis tot medio 2019. Na anderhalf jaar huurde Odense BK hem voor de duur van een half seizoen. Eind augustus 2018 keerde Fellah terug naar Noorwegen, waar hij ging spelen voor Sandefjord. Een jaar later nam Vålerenga hem opnieuw onder contract. Fellah vertrok hier in januari 2020, om daarop op eenendertigjarige leeftijd een punt te zetten achter zijn actieve loopbaan.

## Interlandcarrière
Fellah maakte zijn debuut in het Noors voetbalelftal op 8 januari 2013. Op die dag werd een vriendschappelijke wedstrijd tegen Zuid-Afrika met 0–1 gewonnen door een doelpunt van Tarik Elyounoussi. De middenvelder mocht van bondscoach Egil Olsen in de rust invallen voor Bjørn Helge Riise. De andere debutanten dit duel waren Fredrik Semb Berge (Odd Grenland), Yann-Erik de Lanlay (Viking FK), Marcus Pedersen (Odense BK) en Ruben Kristiansen (Tromsø). Vier dagen later mocht hij tegen Zambia (0–0) in de basis beginnen.
| Interlands van Mohammed Fellah voor Noorwegen | Interlands van Mohammed Fellah voor Noorwegen | Interlands van Mohammed Fellah voor Noorwegen | Interlands van Mohammed Fellah voor Noorwegen | Interlands van Mohammed Fellah voor Noorwegen | Interlands van Mohammed Fellah voor Noorwegen |
| №                                             | Datum                                         | Wedstrijd                                     | Uitslag                                       | Competitie                                    | Goals                                         |
| Als speler bij Vålerenga                      | Als speler bij Vålerenga                      | Als speler bij Vålerenga                      | Als speler bij Vålerenga                      | Als speler bij Vålerenga                      | Als speler bij Vålerenga                      |
| --------------------------------------------- | --------------------------------------------- | --------------------------------------------- | --------------------------------------------- | --------------------------------------------- | --------------------------------------------- |
| 1                                             | 8 januari 2013                                | Zuid-Afrika – Noorwegen                       | 0 – 1                                         | Vriendschappelijk                             |                                               |
| 2                                             | 12 januari 2013                               | Zambia – Noorwegen                            | 0 – 0                                         | Vriendschappelijk                             |                                               |

## Persoonlijk
Fellah is een oom van voetballer Osame Sahraoui. Na zijn voetbalpensioen werd hij ook zaakwaarnemer van Sahraoui.